# Dogma (álbum)
Dogma es el quinto álbum de estudio de la banda estadounidense de metalcore Crown the Empire. Fue lanzado el 28 de abril de 2023 a través de Rise Records. Fue producido por Zach Jones y Josh Strock. Es el primer álbum de la banda que no presenta al baterista Brent Taddie desde su álbum recopilatorio 07102010 (2020), quien dejó el grupo en enero de 2022. También es el primer álbum que presenta al nuevo baterista de la banda, Jeeves Avalos.

## Antecedentes y lanzamiento
El 12 de agosto de 2021, la banda lanzó "In Another Life" con Courtney LaPlante de Spiritbox, junto con su vídeo musical. El 29 de octubre, la banda lanzó "Dancing with the Dead" y su correspondiente vídeo musical. El 1 de diciembre de 2022, la banda publicó "Immortalize" junto con un vídeo musical.
El 23 de febrero de 2023, la banda anunció el álbum y la fecha de lanzamiento. Al mismo tiempo, lanzaron la canción principal y el video de "Dogma", al mismo tiempo que revelaron la portada del álbum y la lista de canciones. El 22 de marzo, un mes antes del lanzamiento del álbum, la banda presentó el quinto sencillo "Black Sheep". El vídeo musical de "Superstar" con Remington Leith de Palaye Royale se lanzó el 28 de abril de 2023, coincidiendo con el lanzamiento del álbum.

## Lista de canciones
| N.º | Título                                                 | Duración |  |
| 1.  | «Dogma»                                                | 2:46     |  |
| 2.  | «Black Sheep»                                          | 3:52     |  |
| 3.  | «Modified»                                             | 3:46     |  |
| 4.  | «Paranoid»                                             | 2:55     |  |
| 5.  | «In Another Life» (con Courtney LaPlante de Spiritbox) | 3:45     |  |
| 6.  | «Superstar» (con Remington Leith de Palaye Royale)     | 3:08     |  |
| 7.  | «Dancing with the Dead»                                | 2:50     |  |
| 8.  | «Immortalize»                                          | 3:35     |  |
| 9.  | «Someone Else»                                         | 2:55     |  |
| 10. | «Labyrinth»                                            | 4:13     |  |

Notas
- "Dogma" está estilizado en mayúsculas.

## Personal
Crown the Empire
- Andrew Rockhold - voz principal, teclados, programación
- Brandon Hoover – guitarra
- Hayden Tree - bajo
- Brent Taddie - batería, percusión

Músicos adicionales
- Courtney LaPlante: voz (pista 4).
- Remington Leith: voz (pista 5).